# Ulric Émard
Joseph-Ulric Émard (né à Saint-Constant en 1855 et décédé à Montréal en 1917) est un homme d'affaires et promoteur immobilier de Montréal.
Jusqu’à la fin du XIXe siècle, une grande partie des terrains du sud-ouest de Montréal étaient constitués de terrains agricoles mais, en 1899, Ulric Émard achète avec Frederick Debartzch Monk une ferme et y entreprend le développement d’un vaste projet résidentiel. Il fondera le village de la Côte-Saint-Paul qui sera renommé Ville-Émard en 1908 en son honneur. 